# Transua
Transua es un departamento de la región de Gontougo, Costa de Marfil. En mayo de 2014 tenía una población censada de 83 478 habitantes.
Se encuentra ubicado al noreste del país, cerca de la frontera con Ghana.